# Středočeská 1. liga 1927-1928
La Kvalifikační soutěž Středočeské 1. ligy 1927-1928 vide la vittoria finale del Viktoria Zizkov.
Capocannoniere del torneo fu Karel Meduna del Viktoria Zizkov con 12 reti.

## Classifica finale
|   | Classifica      | G  | V | N | P | GF | GS | Pti |
| - | --------------- | -- | - | - | - | -- | -- | --- |
| 1 | Viktoria Žižkov | 12 | 8 | 2 | 2 | 41 | 20 | 18  |
| 2 | Slavia Praga    | 12 | 7 | 2 | 3 | 27 | 20 | 16  |
| 3 | Sparta          | 12 | 6 | 2 | 4 | 36 | 18 | 14  |
| 4 | Bohemians       | 12 | 4 | 2 | 6 | 17 | 26 | 10  |
| 5 | Kladno          | 12 | 4 | 1 | 7 | 24 | 39 | 9   |
| 6 | Čechie Karlín   | 12 | 4 | 1 | 7 | 23 | 38 | 9   |
| 7 | ČAFC Vinohrady  | 12 | 2 | 4 | 6 | 16 | 23 | 8   |

### Verdetti
- Viktoria Žižkov Campione di Cecoslovacchia 1927-1928.
- Viktoria Žižkov e Slavia Praga ammessi alla Coppa dell'Europa Centrale 1928.
- ČAFC Vinohrady Retrocesso.

## Statistiche

### Classifica dei marcatori
| Gol |  |  | Giocatore       | Squadra         |
| --- |  |  | --------------- | --------------- |
| 12  |  |  | Karel Meduna    | Viktoria Žižkov |
| 9   |  |  | Josef Silný     | Sparta          |
| 9   |  |  | Antonín Puč     | Slavia Praga    |
| 7   |  |  | Adolf Patek     | Sparta          |
| 7   |  |  | Jiří Šulc       | Čechie Karlín   |
| 6   |  |  | Jaroslav Ladman | Kladno          |